# Jacob Clear

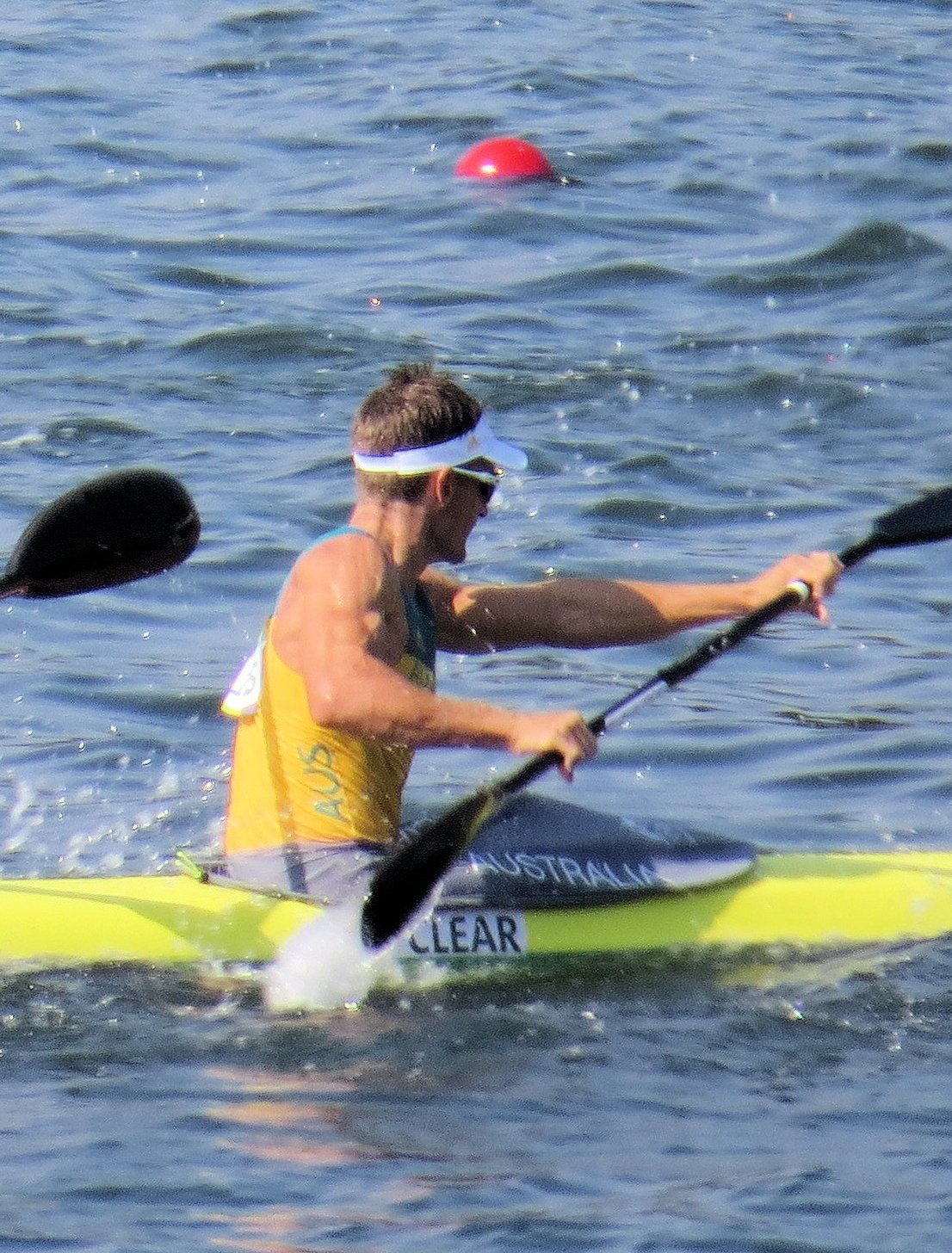
Clear praticando a canoagem

Jacob Clear (Sydney, Nova Gales do Sul, 18 de janeiro de 1985) é um velocista australiano na modalidade de canoagem.

## Carreira
Foi vencedor da medalha de Ouro em K-4 1000 m em Londres 2012 com os seus colegas de equipa Dave Smith, Murray Stewart e Tate Smith.